# Duellmanohyla soralia
Duellmanohyla soralia är en groddjursart som först beskrevs av Wilson och James R. McCranie 1985.  Duellmanohyla soralia ingår i släktet Duellmanohyla och familjen lövgrodor. IUCN kategoriserar arten globalt som akut hotad. Inga underarter finns listade i Catalogue of Life.